# La Nueva Metropol
Pour les articles homonymes, voir Metropol.
La Nueva Metropol, également connue sous le nom de Metropol, est une société argentine spécialisée dans le transport en commun. Elle se distingue par son leadership et son expérience en matière de gestion et d'administration. La technologie est un facteur différentiel pour la gestion et le développement de toutes ses activités. C'est pourquoi elle travaille avec l'application d'outils dans tous ses domaines pour rendre le service plus efficace ainsi que pour offrir le bon service aux passagers.

## Histoire
En 1964, Casimiro Zbikoski fonde l'entreprise de transport en commun Don Casimiro, qui continue de fonctionner dans la ville de Posadas, Misiones. Son fils Marcelo a hérité du contrôle de l'entreprise, qui, dans les années 2010, est arrivée à Buenos Aires sous le nom de Misión Buenos Aires lorsqu'il a acquis la ligne 184, puis la plupart des lignes du défunt groupe Plaza. En 1996, Eduardo Zbikoski, en tant que directeur, a acquis la ligne 65, qui était la ligne originale de La Nueva Metropol, qui fonctionne indépendamment du groupe Don Casimiro.
En 2000, Javier Zbikoski, en tant que propriétaire de l'entreprise, achète les lignes métropolitaines de Transporte Automotor Chevallier et Zarateña, transport de moyenne distance (Once-Zárate), donnant naissance à la ligne 194.
En 2001, ils acquièrent Costera Criolla (créant la ligne 195) et en 2002, la branche principale de la ligne 228 de Expreso Paraná. Ces deux lignes, ainsi que la ligne 194, formaient l'unité Chevallier Costera Metropolitana, qui donnerait plus tard naissance aux entreprises Chevallier Metropolitana (194 et 228) et Costera Metropolitana (195).
En 2005, La Nueva Metropol obtient la certification ISO 9001 et IRAM 3810, qui vise à établir une série d'exigences pour les entreprises de transport afin de développer et d'appliquer de bonnes pratiques en matière de sécurité routière. En 2007, elle achète Expreso Singer (qui sera ensuite vendue en 2014 à Grupo ERSA) et relance la ligne 228 (Chevallier Metropolitana), qui relie Puente Saavedra à San Nicolás.
Entre 2008 et 2012, elle acquiert un grand nombre de lignes dans la région nord-ouest de la GBA, dont la ligne 365, qui appartenait à La Independencia SA, les lignes du petit groupe Sargento Cabral/Compañía de transporte Vecinal (182, 326, 386 et 741), les lignes 327, 336 et 392 de Empresa Libertador San Martín, ainsi que la ligne 151, de l'entreprise Microomnibus Doscientos Ocho (MODO). En 2014, elle acquiert auprès d'Expreso San Isidro SA l'initéraire de la ligne 90, qui était ramifiée au sein de la ligne 168, la faisant passer sur l'orbite de MODO ; elle acquiert également les entreprises Compañía de Transporte La Isleña, exploitant des lignes 276 et 510 d'Escobar, Transportes Villa Ballester avec sa ligne 237, et les lignes 670 et 310 qui appartenaient à Microomnibus General San Martín.
En 2016, avec l'effondrement de Grupo Plaza, elle acquiert auprès de sa filiale Consultores Asociados Ecotrans les lignes 136, 163, 322 et 503 de Merlo (cette dernière par le biais d'une coentreprise avec Grupo ERSA). Et elle commence à exploiter les lignes Expreso General Sarmiento (176, 448 et 510 à Pilar). En juin 2019, elle lance l'application Ya Llega Metropol.

## Statistiques
Elle transporte plus de 230 millions de passagers, parcourant 115 millions de kilomètres par an dans la zone métropolitaine de Buenos Aires. L'entreprise est membre de l'Association argentine des entrepreneurs du transport automobile (AAETA),,.
Elle compte 26 lignes et 22 bases opérationnelles, avec plus de 4 200 employés. 